# Departamento de Inteligência
O Departamento de Inteligência foi o serviço de inteligência do Brasil no período que vai da posse ao afastamento do presidente Fernando Collor e por parte do mandato provisório de Itamar Franco.
No primeiro dia de seu mandato, Collor dissolveu o Serviço Nacional de Informações para criar seu próprio serviço. Apesar do longo histórico de ações ilegais do SNI, o que o levou a ser extinto foi a inimizade entre Collor e seu diretor, o general Ivan de Souza Mendes. O general havia se recusado a receber Collor quando este ainda era candidato, porque no dia anterior ele fizera várias críticas e acusações contra o então presidente José Sarney. Depois desse episódio, passou a fazer parte da agenda de Collor o fechamento do Serviço.
Para substituir o SNI, criou-se o Departamento de Inteligência, que se diferenciava de seu antecessor principalmente por dois fatores: sua dimensão reduzida e o fato de ser controlado por uma repartição civil, a Secretaria de Assuntos Estratégicos.

## A Medida Provisória nº150
O Departamento de Inteligência foi criado através de uma medida provisória, a MP nº 150. Entre outras coisas ela definia que:
- O SNI estava extinto
- Seus dados e equipamentos passavam para o patrimônio do Departamento
- O novo serviço seria um departamento. É um status baixo na hierarquia das repartições e portanto seu chefe não teria status de ministro.
- O Departamento ficava subordinado à SAE
- Tanto o chefe do DI quanto o da SAE deveriam ser civis, assim como os chefes das agências regionais.

A MP nº150 foi escrita sob os auspícios de Pedro Paulo Leoni de Ramos, amigo íntimo de Collor e primeiro chefe da SAE.

## História
Junto do novo serviço de inteligência veio a promessa de Collor de que ele não investigaria cidadãos brasileiros, sendo dedicado à vigilância exterior através de inteligência e contra-inteligência, mas na verdade continuou a monitorar movimentos sociais, partidos políticos e instituições nacionais. Além disso o serviço secreto continuava sem o necessário controle de uma comissão externa. O novo serviço continuava mal fiscalizado e ciente disso. A intromissão em assuntos nacionais recebeu respaldo legal através da Ordem de Serviço nº 143, que dizia que o Departamento de Inteligência tinha o direito de investigar ações que pudessem se manifestar "no processo político; no processo social; na atividade econômica; nas atividades científicas e tecnológicas". Estas diretrizes davam ao órgão o direito de investigar praticamente qualquer pessoa.
Grande parte dos problemas do DI vinha da falta de renovação dos quadros de funcionários. Apesar do Serviço Nacional de Informações ter sido extinto, os agentes do Departamento vinham todos do SNI. O primeiro diretor do Departamento de Inteligência era de fato um civil, Flávio Duarte. Mas apesar de sua graduação em jornalismo passou quase toda sua vida profissional trabalhando no SNI.
Em 1991, Collor enviou ao congresso um projeto de lei que constituía uma comissão mista para o controle do DI, formada por deputados e senadores. Porém, antes que o projeto passasse, o presidente propôs um outro que, na contramão do anterior, sugeria um serviço de inteligência fortalecido, ligado diretamente à presidência e fiscalizado pelo próprio executivo. Nenhum dos dois projetos foi aprovado, em grande parte por causa do congestionamento burocrático que o congresso começou a sofrer em 1992, resultado das crescentes denúncias de corrupção contra o governo Collor.
O Departamento de inteligência mostrou um comportamento passivo diante dessas mesmas denúncias, uma atitude bastante incomum na inteligência brasileira. No mesmo tipo de situação, os serviços de inteligência anteriores costumavam assumir ferozmente o lado do presidente ou agir contra seu governo (como o SNI fez contra o ministro Golbery). Mas o DI se limitou a assistir a derrocada de Fernando Collor. O escritor Lucas Figueiredo presume que essa atitude foi uma espécie de revanchismo contra o presidente por ele ter desmanchado o SNI, ter negligenciado o Departamento de Inteligência e pela preferência que vinha mostrando pelo CIE (o serviço de inteligência do Exército).
Quando Itamar Franco assumiu a presidência indicou o almirante Mário César Flores para a chefia da Secretaria de Assuntos Estratégicos (Leoni Ramos já havia caído antes de Collor, também por denúncias de corrupção) e lhe encomendou um projeto de lei reformulando o DI. Só recebeu o projeto no final de seu mandato, mas preferiu não remetê-lo ao Congresso. Porém a falta de um projeto não o impediu de, em 1992, elevar o DI a Subsecretaria de Inteligência.